# 依沙比妥
依沙比妥（英語： 或 ，化学名：5-烯丙基-5-乙基巴比妥酸，商品名有：Dormin、Dumex、Dormitiv、Dorval等）是一种含氮有机化合物，化学式C
9H
12N
2O
3，属于一种巴比妥类药物，带有烯丙基，能用作鎮靜劑和安眠药，1927年首次合成。